# Brown, Boveri & Cie
A Brown, Boveri & Cie. (Brown, Boveri & Company; rövidítve: BBC) egy svájci elektrotechnikai vállalatcsoport volt. Zürichben alapította 1891-ben Charles Eugene Lancelot Brown és Walter Boveri, akik az Oerlikon gépgyárban dolgoztak. A BBC 1970-ben vette át a Maschinenfabrik Oerlikont. 1988 januárjában egyesült az ASEA-val, és létrejött az ABB.